# Ogbe Challenger
L'Ogbe Challenger è stato un torneo professionistico di tennis giocato su campi in cemento. Faceva parte dell'ATP Challenger Series. Si giocava annualmente a Ogbe in Nigeria.

## Albo d'oro

### Singolare
| Anno | Campione               | Finalista     | Punteggio     |
| ---- | ---------------------- | ------------- | ------------- |
| 1986 | Nduka Odizor           | Andrew Castle | 7–5, 6–4      |
| 1987 | Non disputato          | Non disputato | Non disputato |
| 1988 | Jean-Philippe Fleurian | Nduka Odizor  | 6–3, 6–3      |

### Doppio
| Anno | Campioni                            | Finalisti                          | Punteggio     |
| ---- | ----------------------------------- | ---------------------------------- | ------------- |
| 1986 | Rill Baxter Larry Scott             | Álvaro Jordan Jean-Marc Piacentile | 6–7, 7–6, 6–3 |
| 1987 | Non disputato                       | Non disputato                      | Non disputato |
| 1988 | Jean-Philippe Fleurian Nduka Odizor | Frank Rieker John Schmitt          | 6–4, 6–2      |